# Lycoriella jauva
Lycoriella jauva là một ruồi trong họ Sciaridae, thuộc chi Lycoriella. Loài này được Rapp miêu tả khoa học đầu tiên năm 1946.